# Transcendentność
Transcendentność (łac. transcendere - "wychodzenie poza granice") – za transcendentne uznaje się to, co wykracza poza granice. "Mówimy, że jakieś a jest transcendentne wobec jakiegoś b, jeżeli a przekracza b".
Pojęcie to początkowo odnosiło się do ontologii, z czasem zaczęło się również pojawiać w ramach teorii poznania. Transcendencja jest często mylona z transcendentalnością, którą wprowadził dopiero Immanuel Kant i która odnosi się do sposobów i możliwości poznania ludzkiego.